# ベルトラ
ベルトラは、旅行における現地ツアー、アクティビティ予約サービスを提供するウェブサイトおよびアプリ。また、ベルトラ株式会社（英: VELTRA Corporation）は、旅行業法に基づく旅行業者であり、同ウェブサイトほか旅行に関するサービスの運営を行い、本社は東京都中央区にある。

## 概要
1991年11月13日、東京都新宿区にコンサルティング会社「アラン株式会社」として設立された。2012年に社名を「ベルトラ株式会社」へと変更した 2012年4月以降の主な事業内容は、現地体験ツアー予約サイトである「VELTRA」や「Hawaiiactivities.com」などの運営である。
特に「VELTRA」では、世界およそ150カ国の対応エリアを有し、2万7千にのぼるツアー・アクティビティ商品を提供している。近年は、会員数を大幅に伸ばしている。
2019年、吉幾三を起用したテレビCM「俺らこんな旅いやだ　女子旅篇」を名古屋・福岡地区限定で開始。CMの最後には本人も登場している。。

## 沿革
- 1991年 - マーケティング関連のコンサルティング業務としてアラン株式会社（現 ベルトラ株式会社）設立
- 2003年 - ゴルフ場予約専門サイト「GORA」事業を楽天（現「Rakuten GORA」）に営業譲渡
- 2004年 - 海外アクティビティ予約サイト「Alan1.net」開設
 - 北米市場向けのハワイ現地ツアーを運営する「HawaiiActivities.com」White Publishing, Inc.（現：VELTRA Inc）の全株式を取得
- 2012年 - ブランド名を「Alan 1.net」から「VELTRA」に商号を変更　社名もアラン株式会社からベルトラ株式会社へ変更
 - 「VELTRA」英語サイト開設
- 2015年 - 「VELTRA」中国語サイト開設
- 2016年 -「City Discovery（仏）」の株式を100%取得 会員数累計100万人を超える
- 2018年 - 東京証券取引所マザーズ市場上場[5]
 - チケット販売ウェブサイトを運営するオランダのTiqetsと提携開始[6]
- 2019年 - 韓国12cm社と合弁会社VELTRA KOREA Inc.を設立
- 2020年 - 「Kite」「オンライン・アカデミー」を開始[7]
 - JTBに現地ツアー・アクティビティおよび予約管理システムの提供を開始[8]
 - Trip.comに現地ツアー＆アクティビティ商品の提供を開始[9]
- 2021年 - 新サービス「Umami Recipe」、「Yokka」、「世界のGOHAN @Home」、「Zenes」を開始[10][11]

## 主なサービス
- VELTRA（世界各国の現地体験型オプショナルツアー専門予約サイト）
- HawaiiActivities.com（ハワイエリアに特化した在米旅行者向けサイト）
- emo（ベルトラの体験談をキュレーションした旅メディア）
- Colorier（世界各地のツアーガイドと旅行者を繋ぐサービス）
- Kite（ウィズコロナ時代に世界の観光地から現地情報を発信する旅メディア）
- Umami Recipe（日本の食文化を世界に発信する英語メディア）
- オンライン・アカデミー（世界各地からライブ中継で提供するオンライン体験サービス）
- 世界のGOHAN @home（世界各国の専門店メニューを全国に宅配するサービス）
- Yokka (余暇時間を充実させる体験情報の発信メディア)
- Zenes（観光産業に特化したクラウドファンディングサービス）